# Джована Савойска (1392 – 1460)
Вижте пояснителната страница за други личности с името Йоанна Савойска.
Джована Савойска (на италиански: Giovanna di Savoia; * 16 август 1392, Шамбери, Савойско графство; † януари 1460, Казале Монферато, Маркграфство Монферат) от Савойската династия, е принцеса на Савоя и чрез женитба маркграфиня на Монферат от 1418 до 1445 г.

## Произход
Според френския историк Самуел Гишенон тя е второродна дъщеря на Амадей VII Савойски (* 1360, † 1391), граф на Савоя, на Аоста и на Мориен, и на съпругата му Бона дьо Бери (* 1362/1365, † 1435), племенница на френския крал Шарл V. Има един брат и една сестра:
- Амадей VIII (* 1383, † 1451), 19-и граф на Савоя и 1-ви херцог на Савоя, антипапа като Феликс V (1439 – 1449), съпруг на Мария Бургундска, дъщеря на херцог Филип II от Бургундия, от която има девет деца
- Бона (* 1388, † 1432), господарка на Пиемонт като съпруга на граф Лудвиг Савойски-Ахая, сеньор на Пиемонт и титулярен княз на Ахая (1402 – 1418), от когото няма деца.

Има и един полубрат и една полусестра от извънбрачни връзки на баща си.

## Биография
Джована се ражда няколко месеца след смъртта на баща си Амадей VII, известен като Червеният граф. Той умира на 1 ноември 1391 г., оставяйки своя малолетен наследник Амадей под регентството на баба му Бона Бурбон заедно с Луи III дьо Косонè, господар на Косоне. В завещанието му се споменава съпругата му Бона, но не и детето, което тя ще роди (Йоанна).
След смъртта на графа дворът на феодалите е разделен на две партии, едната от които подкрепя бабата на Йоанна – Бона дьо Бурбон с двор в Шамбери, а другата – Бона дьо Бери и новия граф Амадей VIII с двор в Монмелиан. Гражданската война е избегната чрез намесата на краля на Франция Шарл VI, и завършва с потвърждаването на регентството на Бона дьо Бурбон.
След като майката на Джована Бона дьо Бери е изключена от закрилата на децата и регентството, тя напуска Савоя и се връща във Франция, като през 1394 г. се омъжва за Бернар VII д'Арманяк – граф на Родес, Арманяк и Фезансак, от когото има седем деца.
Брачната политика, предприета от брата на Джована Амадей VIII цели да успокои бурните отношения с Монферат. Тя се омъжва на 24 април 1411 г. за наследника на Маркграфство Монферат Джан Джакомо Палеолог, син на маркграфа на Монферат Теодор II и втората му съпруга Жана дьо Бар. Брачният договор на Йоанна и Джан Джакомо е съставен месец по-рано.
През 1414 г. става графиня на Акуи, а след смъртта на свекъра си Теодор II през 1418 г. и маркграфиня на Монферат.
През 1429 г. нейната сестра Бона съставя завещание, определяйки за свой наследник извънбрачния син на съпруга си на име Лудвиг, и оставя завещание на Йоанна, на майка им и на брат им Амадей VIII.
На 18 септември 1430 г. майка ѝ прави завещание, оставяйки за наследник на Виконтство Карлà сина си Бернар, като оставя завещание и на останалите си все още живи деца, включително и на Йоанна.
Овдовява на 12 март 1445 г. Умира в Казале през 1460 г. на 67-годишна възраст.

## Брак и потомство
∞ 26 април 1411 за Джан Джакомо Палеолог (* 23 март 1395, Трино; † 12 март 1445, Казале), маркграф на Монферат, от когото има пет сина и две дъщери:
- Джовани Палеолог (* 24 юни 1413, Казале; † 29 януари 1464, Казале), 1445 маркграф и 1464 княз на Монферат, ∞ декември 1458 г. в Казале за Маргарита Савойска (* април 1439, Пинероло; † 9 март 1483, Брюж), дъщеря на херцог Лудвиг Савойски и Анна дьо Лузинян Кипърска (* 1419, † 1462),[7] от която има една дъщеря. Той има и две извънбрачни деца
- Себастиан Отон Палеолог (* 16 юни 1419, Казале; † 15 април 1419, Казале);[12]
- Вилхелм Палеолог (* 19 юли 1420, Казале; † 1483, Казале), наследник на брат си Джовани IV като маркграф на Монферат (1464); ∞ 1. за Мария дьо Фоа, сестра на кардинал Пиетро ди Фоа (Младият), от която има една дъщеря 2. за Елизабета Мария Сфорца, от която има две дъщери 3. за Бернарда ди Брос, дъщеря на графа на Пантиевр Жан II дьо Брос, от която няма деца.[7] Има и две извънбрачни деца.
- Бонифаций Палеолог (* 13 юни 1424, Казале; † 31 януари 1494, Казале), маркграф на Монферат, наследник на брат си Вилхелм VIII; ∞ 1. за Елена дьо Брос, дъщеря на графа на Пантиевър и сестра на Бернарда 2. за Мария Бранкович, дъщеря на Стефан III Бранкович, деспот на Смедеревското деспотство, от която има двама сина.[7] Навярно първата му съпруга е Орвиетана ди Кампофрегозо[12]
- Теодор Палеолог (*14 август 1425, Казале; † 21 януари 1481, Казале), епископ на Казале[7]
- Изабела Палеологина (* 7 септември 1427, Монкалво; † 1475, Манта),[7] ∞ 7 август 1435 за Лудовико I дел Васто, маркграф на Салуцо, от когото има девет деца
- Амадеа Палеологина (* 3 август 1429; † 13 септември 1440, Никозия),[7] ∞ 23 декември 1437 за Йоан II дьо Лузинян-Кипърски, крал на Кипър, от когото няма деца.

### Първични източници
- (LA) (FR) Preuves de l'Histoire généalogique de la royale maison de Savoie, justifiée par titres, ..par Guichenon, Samuel
- (FR) Chronique parisienne anonyme du XIVe siècle
- (FR) Histoire généalogique et chronologique de la maison royale de France, tomus III
- (FR) Documens historiques et généalogiques sur les familles et les hommes remarquables du Rouergue
- (LA) Rerum Italicarum scriptores, tomus XXIII

### Историографска литература
- (FR) Histoire généalogique de la royale maison de Savoie, justifiée par titres, ..par Guichenon, Samuel
- (FR) Histoire de la Maison de Savoie
- (FR) Titres de la maison ducale de Bourbon, par m. Huillard-Bréholles
- (IT) Monumenta Aquensia

### Други
- Circolo Culturale I Marchesi del Monferrato
- (EN) COMTES de SAVOIE et de MAURIENNE 1060 – 1417 – JEANNE de Savoie, на fmg.ac
- (EN) MARCHESI di MONFERRATO 1306 – 1533 (PALEOLOGO) - JEANNE de Savoie (GIANGIACOMO di Monferrato), на fmg.ac
- (EN) Savoy 2 – Giovanna, на genealogy.euweb.cz, Genealogy
- (EN) Byzant 12 – Giovanna (Gian Giacomo), на genealogy.euweb.cz, Genealogy